# 에릭 캔들
에릭 리처드 캔들(영어: Eric Richard Kandel, 1929년 11월 7일 ~ )은 미국의 신경생리학자이다. 뉴런의 기억 저장의 생리학적 기초에 대한 연구로 2000년 노벨 생리의학상을 받았다. 바다달팽이를 이용하여 '뇌 속 기억의 분자생물학적 메커니즘'을 밝혀낸 공로를 인정받은 결과였다.
캔들의 저서 《기억을 찾아서》는 2006년 로스앤젤레스 타임즈의 과학기술부 도서상을 수상했으며 한국내에도 번역출판되어 소개되었다. 그의 자서전인 이 책은 다큐멘터리 영화로도 제작되어 비평가들의 찬사를 받았다.

## 생애
오스트리아 출신으로 1939년 나치의 지배를 피해 가족과 함께 뉴욕 시 브루클린으로 이주하였다. 1944년 에라스무스 홀 고등학교(Erasmus Hall High School)을 졸업하고 같은해 하버드 대학교에 입학하여 1948년 역사학, 문학 학위를 수여받고 1952년 뉴욕대학교 메디컬 스쿨에서 생물학 박사 학위를 수여받았다. 1956년 뉴욕대학교 의과대학에서 의학박사 학위를 받았다.
1957년 미국 국립 보건원의 신경 생리학 연구소 (Laboratory of Neurophysiology)에 합류했었고 1962년 정신과 레지던시를 수료한 뒤 해양연체동물에 대해 배우기위해 파리로갔다. 1965년 뉴욕대학교 의과대학 병리학 및 정신의학 부교수로 부임하여 1974년까지 근무했다.
1974년 컬럼비아대학교 의과대학 병리학 및 정신의학 교수로 자리를 옮겼고, 1984년 대학 부속의 하워드 휴즈 의학연구소 수석 연구원이 되었다. 1992년 이후 생화학 및 분자생물물리학 교수로 있다. 2000년에 신경계의 신호 전달에 대한 발견으로 아르비드 칼손, 폴 그린가드와 함께 노벨 생리학·의학상을 수상했다.

## 주요 연구
'뇌 속 기억의 분자생물학적 메커니즘'을 밝혀낸 것이 가장 큰 연구 업적이다. 그는 바다달팽이를 이용한 '수관-아가미 반사' 실험을 통해 뇌 속에서 기억 저장이 어떻게 형성되는가 하는 과정을 밝혀냈다.
그는 학습과 기억 작용이 일어날 때 시냅스에 어떤 변화가 발생하는지를 밝혔으며, 신경계에서 정보를 전달할 때 사용되는 뇌 시냅스의 효율성을 증가시킬 수 있는 방법도 발견했다. 또 인간의 단기 기억과 장기 기억이 신경세포의 분자 수준에서 서로 다르다는 점을 밝히기도 했다.
미국의 의학자 폴 그린가드(Paul Greengard)와 신경생리학 분야에서의 공동 연구를 통해 신경세포의 신호전달체계를 밝혀내는 데 크게 기여했다. 이들은 도파민을 비롯한 수많은 신경전달물질이 구체적으로 어떤 과정을 거쳐 다른 신경세포에 신호를 전달하는지를 밝혔다.

## 수상 경력
- 1983년 : 딕슨상
- 1983년 : 앨버트 래스커 기초 의학 연구상
- 1988년 : 미국 국가 과학상
- 1993년 : 하비상
- 1999년 : 울프 의학상
- 2000년 : 노벨 생리학·의학상

## 회원
- 2013년 : 왕립학회 외국인 회원[6]

## 서적

### 저서
- Kandel, Eric R. (1976), 《Cellular Basis of Behaviour: An Introduction to Behavioural Neurobiology》, New York: W.H. Freeman & Company, ISBN 978-0-716-70522-2
- Kandel, Eric R. (1978), 《A Cell - Biological Approach to Learning》, New York: Society for Neuroscience, ISBN 978-0-916-11007-9
- Kandel, Eric R. (1979), 《Behavioural Bio of Aplysia: Origin & Evolution》, New York: W.H. Freeman & Company, ISBN 978-0-716-71070-7
- Kandel, Eric R.; Schwartz, James H.; Jessell, Thomas M.; Siegelbaum, Steven A.; Hudspeth, A. J. (2012) [1981], 《Principles of Neural Science》 5판, New York: McGraw-Hill, ISBN 978-0-071-39011-8.
- Kandel, Eric R. (1987), 《Molecular Neurobiology in Neurology and Psychiatry》, New York: Lippincott Williams & Wilkins, ISBN 978-0-881-67305-0
- Kandel, Eric R.; Jessell, Thomas M. (1995), 《Essentials of Neural Science and Behaviour》, New York: McGraw-Hill/Appleton & Lange, ISBN 978-0-838-52245-5
- Kandel, Eric R. (2005), 《Psychiatry, Psychoanalysis, and the New Biology of Mind》, New York: American Psychiatric Publishing, ISBN 978-1-585-62199-6
- Kandel, Eric R. (2007), 《In Search of Memory: The Emergence of a New Science of Mind》, New York: W. W. Norton & Company, ISBN 978-0-393-32937-7.
- Kandel, Eric R. (2012), 《The Age of Insight: The Quest to Understand the Unconscious in Art, Mind, and Brain, from Vienna 1900 to the Present》, New York: Random House, ISBN 978-1-4000-6871-5
- Kandel, Eric R. (2016), 《Reductionism in Art and Brain Science: Bridging the Two Cultures》, New York: Columbia University Press, ISBN 978-0-231-17962-1

### 공저
- Malleret, Gaël; Alarcon, Juan M.; Martel, Guillaume; Takizawa, Shuichi; Vronskaya, Svetlana; Yin, Deqi; Chen, Irene Z.; Kandel, Eric R.; Shumyatsky, Gleb P. (2010). “Bidirectional regulation of hippocampal long-term synaptic plasticity and its influence on opposing forms of memory”. 《J. Neurosci.》 30 (10): 3813–3825. doi:10.1523/JNEUROSCI.1330-09.2010. PMID 20220016.
- Akil, H.; Brenner, S.; Kandel, E. R.; Kendler, K.S.; King, M-C.; Scolnick, E.; Watson, J. D.; Zoghbi, H. Y. (2010). “The future of psychiatric research: Genomes and neural circuits”. 《Science》 327 (5973): 1580–1581. doi:10.1126/science.1188654. PMC 3091000. PMID 20339051.
- Simpson, E. H.; Kellendonk, C.; Kandel, E. R. (2010). “A possible role for the striatum in the pathogenesis of the cognitive symptoms of schizophrenia”. 《Neuron》 65 (5): 585–596. doi:10.1016/j.neuron.2010.02.014. PMID 20223196.
- Si, K.; Choi, Y.; White-Grindley, E.; Majumbar, A.; Kandel, E. R. (2010). “Aplysia CPEB can form prion-like multimers in sensory neurons that contribute to long-term facilitation”. 《Cell》 140 (3): 421–435. doi:10.1016/j.cell.2010.01.008. PMID 20144764.
- Kandel, E. R. (2009). “The biology of memory: A forty-year perspective”. 《J. Neurosci.》 29 (41): 12748–12756. doi:10.1523/JNEUROSCI.3958-09.2009. PMID 19828785.
- Muzzio, I. A.; Levita, L.; Kulkarni, J.; Monaco, J.; Kentros, C.; Stead, M.; Abbott, L. F.; Kandel, E. R. (2009). “Attention enhances the retrieval and stability of visuospatial and olfactory representations in the dorsal hippocampus”. 《PLoS Biol.》 7 (6): e1000140. doi:10.1371/journal.pbio.1000140. PMC 2696347. PMID 19564903.